# Ludwig Göransson
Ludwig Göransson (Linköping, 1 de setembro de 1984) é um compositor de cinema sueco. É reconhecido por ter participado da composição dos filmes Fruitvale Sation, a franquia Rocky, Creed e Creed II, Venom, Black Panther e principalmente do globalmente aclamado Oppenheimer. Além disso, é conhecido pelo trabalho na televisão estadunidense nas sitcoms Community, Happy Endings e New Girl.
Göransson é conhecido, ademais, como produtor musical. O compositor já colaborou com Childish Gambino, produzindo o álbum Because the Internet e "Awaken My Love!", que recebeu seis nomeações para o Grammy Awards de 2018. Produziu, ainda, para artistas como Chance the Rapper, Haim e Pell.

## Prêmios e nomeações
| Ano  | Cerimônia                                     | Categoria                                                     | Nomeação                                       | Resultado | Ref.        |
| ---- | --------------------------------------------- | ------------------------------------------------------------- | ---------------------------------------------- | --------- | ----------- |
| 2014 | Black Reel Awards                             | Outstanding Original Soundtrack                               | Fruitvale Station                              | Indicado  | [ 3 ]       |
| 2015 | Boston Society of Film Critics                | Best Use of Music in a Film                                   | Creed                                          | Indicado  | [ 3 ]       |
| 2015 | IndieWire Critics Poll                        | Best Original Score or Soundtrack                             | Creed                                          | Indicado  | [ 3 ]       |
| 2015 | International Film Music Critics Association  | Breakthrough Film Composer of the Year                        | Creed                                          | Indicado  | [ 3 ]       |
| 2015 | International Film Music Critics Association  | Best Original Score for a Drama Film                          | Creed                                          | Indicado  | [ 3 ]       |
| 2015 | Seattle Film Critics Society                  | Best Music, Original Song                                     | "Grip" (de Creed)                              | Venceu    | [ 3 ]       |
| 2016 | Black Reel Awards                             | Outstanding Original Song                                     | "Grip" (de Creed)                              | Indicado  | [ 3 ]       |
| 2016 | Black Reel Awards                             | Outstanding Original Song                                     | "Waiting for My Moment" (de Creed)             | Indicado  | [ 3 ]       |
| 2016 | Black Reel Awards                             | Outstanding Original Soundtrack                               | Creed                                          | Indicado  | [ 3 ]       |
| 2017 | Black Reel Awards                             | Outstanding Music (Comedy, Drama, TV Movie or Limited Series) | Atlanta                                        | Indicado  | [ 3 ]       |
| 2018 | BET Hip Hop Awards                            | Single of the Year                                            | "This Is America"                              | Indicado  | [ 4 ]       |
| 2018 | Grammy Awards de 2018                         | Album of the Year                                             | "Awaken, My Love!"                             | Indicado  | [ 3 ]       |
| 2018 | Grammy Awards de 2018                         | Record of the Year                                            | "Redbone"                                      | Indicado  | [ 3 ]       |
| 2018 | Grammy Awards de 2018                         | Best R&B Song                                                 | "Redbone"                                      | Indicado  | [ 3 ]       |
| 2018 | Hollywood Music in Media Awards               | Original Score — Sci-Fi/Fantasy/Horror Film                   | Black Panther                                  | Venceu    | [ 5 ]       |
| 2018 | International Online Cinema Awards            | Best Original Song                                            | "Opps" (de Black Panther)                      | Indicado  | [ 3 ]       |
| 2018 | International Online Cinema Awards            | Best Original Score                                           | Black Panther                                  | Indicado  | [ 3 ]       |
| 2018 | Prêmio Saturno                                | Best Music                                                    | Black Panther                                  | Indicado  | [ 3 ]       |
| 2018 | Washington D.C. Area Film Critics Association | Best Score                                                    | Black Panther                                  | Indicado  | [ 6 ]       |
| 2019 | Prémios Globo de Ouro de 2019                 | Best Original Score                                           | Black Panther                                  | Indicado  | [ 3 ]       |
| 2019 | Grammy Awards de 2019                         | Record of the Year                                            | "This Is America"                              | Venceu    | [ 7 ]       |
| 2019 | Grammy Awards de 2019                         | Song of the Year                                              | "This Is America"                              | Venceu    | [ 7 ]       |
| 2019 | Grammy Awards de 2019                         | Best R&B Song                                                 | "Feels Like Summer"                            | Indicado  | [ 7 ]       |
| 2019 | Grammy Awards de 2019                         | Best Score Soundtrack for Visual Media                        | Black Panther                                  | Venceu    | [ 7 ]       |
| 2020 | Prémios Emmy do Primetime                     | Melhor Composição Musical para Uma Série                      | The Mandalorian                                | Venceu    | [ 8 ] [ 9 ] |
| 2021 | Prémios Globo de Ouro                         | Melhor banda sonora original                                  | Tenet                                          | Indicado  | [ 10 ]      |
| 2021 | Prêmio Saturno                                | Melhor Música                                                 | Tenet                                          | Indicado  | [ 11 ]      |
| 2021 | Prêmios Satellite                             | Melhor Música Original                                        | Tenet                                          | Indicado  | [ 12 ]      |
| 2021 | Prémios Emmy do Primetime                     | Melhor Composição Musical para Uma Série                      | The Mandalorian                                | Venceu    | [ 13 ]      |
| 2023 | Óscar 2023                                    | Melhor Canção Original                                        | Lift Me Up (de Black Panther: Wakanda Forever) | Indicado  | [ 14 ]      |
| 2024 | Óscar 2024                                    | Melhor Trilha Sonora Original                                 | Oppenheimer                                    | Venceu    | [ 15 ]      |